# Suit & Tie
Suit & Tie – pierwszy singel Justina Timberlake’a po sześcioletniej przerwie. Utwór pochodzi z trzeciej płyty The Experience 20/20. Piosenka została napisana przez Timberlake’a, Timbalanda, Jaya-Z, Jerome’a Harmona, Jamesa Fauntleroya.

## Teledysk
W teledysku gościnnie wystąpił Jay-Z. Klip do „Suit & Tie” był kręcony 25 stycznia 2013. Wyreżyserował go David Fincher, który pracował już z Timberlakiem przy reżyserii The Social Network (2010). Teledysk ukazał się na Vevo 14 lutego 2013.

## Pozycje na listach
W następnym tygodniu po wydaniu „Suit & Tie” singel zajmował 4 miejsce na liście Billboard Hot 100, z liczbą 315 000 sprzedanych pobrań. Był to najlepszy tydzień sprzedaży Timberlake’a, przekroczył debiut „SexyBack” z 2006 roku.
| Lista (2013)                          | Najwyższa pozycja |
| ------------------------------------- | ----------------- |
| Australia (Top 50 Singles)            | 9                 |
| Austria (Ö3 Austria Top 40)           | 40                |
| Kanada (Billboard Canadian Hot 100)   | 3                 |
| Italy (Musica e Dischi)               | 29                |
| Japan (Billboard Japan Hot 100)       | 11                |
| Szkocja (Top 40 Scottish)             | 7                 |
| South Korea Gaon International Chart  | 1                 |
| Wielka Brytania (Singles Top 100)     | 3                 |
| Stany Zjednoczone (Hot 100)           | 4                 |
| US Pop Songs (Billboard)              | 13                |
| Stany Zjednoczone (R&B/Hip-Hop Songs) | 2                 |
| US Adult Pop Songs (Billboard)        | 17                |